# Looney Tunes Cartoons
Looney Tunes Cartoons é uma série de animação americana desenvolvida por Peter Browngardt e produzida pela Warner Bros. Animation, baseada nos personagens de Looney Tunes e Merrie Melodies. A série fez sua estreia mundial no Festival de Cinema de Animação de Annecy em 10 de junho de 2019, e estreou na HBO Max em 27 de maio de 2020.

## Produção

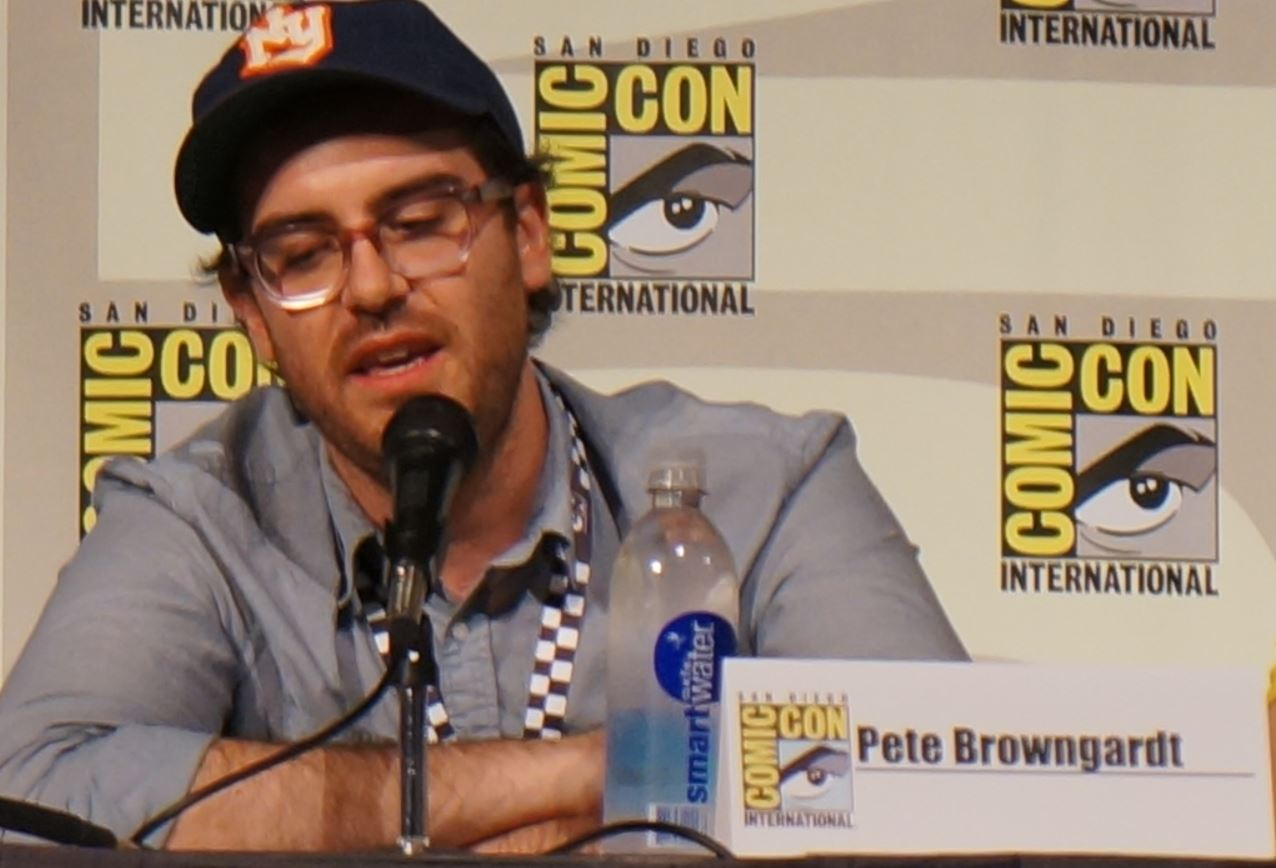
Peter Browngardt teve a ideia de reiniciar o Looney Tunes em sua forma clássica dos anos 1940

Em 2017, depois que Browngardt terminou Titio Avô, ele se encontrou com Audrey Diehl, a executiva de criação da Warner Bros., em um almoço de negócios. Eles discutiram um projeto no qual ele não estava interessado e, enquanto terminavam o almoço, Pete disse: "Sabe, o que eu realmente quero fazer é dirigir um curta do Looney Tunes." Ela ficou surpresa por ele ser fã de Looney Tunes e marcou uma reunião com o presidente do estúdio, Sam Register. Browngardt expressou que queria dirigi-lo no espírito dos desenhos animados clássicos dos anos 1940. Ele então começou a escolher o elenco, contratando Eric Bauza e, como um admirador da arte de Jim Soper no Instagram, o contratou como designer de personagens.
Em 11 de junho de 2018, a Warner Bros. Animation anunciou que uma nova série, que "consistiria em 1.000 minutos distribuídos em curtas de 1 a 6 minutos", seria lançada em 2019 e apresentaria "a marca registrada personagens dublados por seus atuais dubladores em histórias simples e visualmente vibrantes ". O estilo da série é uma reminiscência dos curtas clássicos "Looney Tunes" feitos por Tex Avery, Bob Clampett, Chuck Jones, Friz Freleng, Robert McKimson e outros. Register e Browngardt atuam como produtores executivos da série. Os personagens são desenhados por Jim Soper, com os direitos autorais das folhas do modelo datando de 2018. Os designs iniciais de Looney Tunes Cartoons foram pré-visualizados no logotipo da Warner Bros. Animation que foi mostrado pela primeira vez durante o início de Os Jovens Titãs em Ação nos Cinemas.
A série reunirá todos os Looney Tunes  sob o mesmo teto, com a 1ª Temporada já tendo reintroduzido Pernalonga, Patolino, Piu-Piu, Frajola, Gaguinho, Hortelino, Elfrazino, Vovó, Papa-Léguas, Wile E. Coyote, Taz, Sam Sheepdog, Ralph Wolf, Gossamer, Petunia Pig, Frangolino, e mais personagens originais foram confirmados para aparecer pelo caminho.
A animação da série foi terceirizada para diferentes estúdios, incluindo Yowza! Animação, Yearim Productions, Snipple Animation e Tonic DNA. Um trailer da série foi lançado em 21 de abril de 2020. O curta Pest Coaster  foi lançado em 5 de maio de 2020 no canal WB Kids no YouTube como uma prévia antes da data de lançamento.
Os produtores incluíram grandes quantidades de cenas animadas de violência e armamento da ACME, mas excluíram quaisquer representações de armas de fogo na temporada 1; Hortelino, por exemplo, usou diferentes armas que não eram armas de fogo (por exemplo, uma foice ou um machado) para caçar Pernalonga em vez de sua espingarda. Com o lançamento da 2ª temporada e o filme Space Jam: Um Novo Legado, a restrição foi removida.
Em 16 de outubro de 2020, Browngardt confirmou que a produção foi retomada em mais episódios. Cinco novos segmentos foram lançados sob o título "Bugs Bunny's 24-Carrot Holiday Special" em 3 de dezembro de 2020.
Em 20 de maio de 2021, Jim Soper afirmou que a série havia terminado, com alguns dos episódios completos a serem lançados na HBO Max em uma data posterior.

## Mídia doméstica
Dez episódios do programa (todos centrados em Pernalonga) foram lançados como bônus para a coleção Blu-ray Bugs Bunny 80th Anniversary em 1 de dezembro de 2020.

## Lançamento
Após sua estreia em Annecy, os primeiros 10 episódios da série foram lançados na HBO Max em 27 de maio de 2020, com os próximos 20 episódios da primeira temporada lançados em 29 de abril de 2021. Em junho, foi anunciado que sua estreia seria no Cartoon Network em 5 de julho de 2021 para promover o filme  Space Jam: Um Novo Legado.[carece de fontes?]

### Transmissão internacional
No Brasil, a série estreou junto com o lançamento do HBO Max no dia 29 de junho de 2021. Já na TV brasileira, fez sua estreia no Cartoon Network no dia 5 de julho do mesmo ano.
Em Portugal, Looney Tunes Cartoons é emitido no Cartoon Network desde o dia 3 de julho de 2021 (dois dias antes da sua estreia no canal do Brasil), com apenas 20 episódios. Nesse mesmo dia, o canal repetiu alguns episódios da New Looney Tunes para dar oportunidade aos espetadores do Cartoon Network, sem NOWO ou Vodafone, para os fãs portugueses se despedirem oficialmente dessa série. Nesse mesmo dia, o Boomerang também estreia a nova série e retira New Looney Tunes da programação.

## Recepção
Os primeiros dez curtas estrearam no Festival de Cinema de Animação de Annecy em junho de 2019 e foram recebidos com reações muito positivas, sendo descritos como fiéis ao espírito dos curtas originais de Looney Tunes. O site de crítica de filmes Oneofus.net observou "Embora só o tempo dirá se esses curtas se tornarão clássicos, eles decididamente serão vistos como uma tentativa nobre de trazer o“ Looney ”de volta para  Looney Tunes . Os desenhos animados são maníacos, lindamente animado e apresenta uma incrível dublagem. Até a música tenta recuperar o espírito dos originais. " Até os personagens estão fazendo o que faziam nos curtas dos anos 30 e 40.
O lançamento oficial dos primeiros dez episódios com a HBO Max também recebeu críticas positivas. O agregador de resenhas Rotten Tomatoes relatou uma taxa de aprovação de 88% com base em 24 resenhas, com uma classificação média de 8/10. O consenso dos críticos diz: "Um retorno vibrante e bobo à forma, Looney Tunes Cartoons é uma comédia de desenho animado perfeitamente calibrada." Metacritic deu à série uma pontuação ponderada de 71 de 100 com base em 11 avaliações, indicando "avaliações geralmente favoráveis".

### Prêmios
| Ano  | Apresentadora | Prêmio/Categoria                       | Nomeado                             | Ganhador       | Status | Ref.          |
| ---- | ------------- | -------------------------------------- | ----------------------------------- | -------------- | ------ | ------------- |
| 2021 | Annie Awards  | Melhor série Animada / Melhor produção | Big League Beast / Firehouse Frenzy | Andrew Dickman | Venceu | [ 24 ] [ 25 ] |

## References
1. ↑  «Warner Bros. Looney Tune "Curse Of The Monkey Bird" Begins Qualifying Theatrical Engagement». Animation Scoop. 13 de setembro de 2019. Consultado em 13 de setembro de 2019
2. ↑  «New Looney Tunes Cartoons Debuting in 2019». CBR.com. 11 de junho de 2018. Consultado em 17 de abril de 2019
3. 1 2  «Annecy > News». Annecy.org. Consultado em 17 de abril de 2019
4. ↑  Porter, Rick (29 de outubro de 2019). «'Looney Tunes' Update, Hanna-Barbera Series Set at HBO Max». The Hollywood Reporter
5. ↑  Plummer, Alan (26 de maio de 2020). «TALKING LOONEY TOONS CARTOONS WITH PRODUCER PETER BROWNGARDT». Nuke The Fridge. Consultado em 29 de maio de 2020
6. ↑  Hipes, Patrick (11 de junho de 2018). «'Looney Tunes' Getting Short-Form Revival At WB Animation». Deadline Hollywood. Consultado em 17 de abril de 2019
7. ↑  «Jim Soper on Twitter». 1 de outubro de 2019. Consultado em 28 de maio de 2020
8. ↑  «Warner Bros. Animation on Twitter:"Bugs Bunny Character Development: First visual development sketches to final design from character designer Jim Soper. #LooneyTunes Cartoons premieres today on @HBOMax ! #WBAnimation"». 27 de maio de 2020. Consultado em 28 de maio de 2020
9. ↑  «Warner Bros. Animation on Twitter: "Breaking down Bugs. #LooneyTunes Cartoons streaming now on @HBOMax ! #WBAnimation"». 28 de maio de 2020. Consultado em 28 de maio de 2020
10. ↑  «Jim Soper on Twitter: "Warm up sketch of the day."». 18 de junho de 2019. Consultado em 28 de maio de 2020
11. ↑  «Warner Bros. Animation (2018)». YouTube. 9 de outubro de 2018. Consultado em 9 de junho de 2020
12. 1 2  Kur, Maciej (25 de junho de 2019). «Infestation: Annecy Animation Festival 2019: The New Looney Tunes Cartoons». One of Us. Consultado em 30 de junho de 2019
13. ↑  «'Looney Tunes Cartoons': HBO Max's Wendezvous with the Wascally Wabbit». Animation Magazine. 27 de abril de 2020
14. ↑  Looney Tunes Cartoons Pest Coaster (Notas de mídia)  – via YouTube
15. ↑  «Bugs Bunny is back, and so is the 'Looney Tunes' mayhem». The New York Times. 29 de maio de 2020. Consultado em 8 de junho de 2020
16. ↑  Polowy, Kevin (9 de junho de 2020). «'Looney Tunes' strips Elmer Fudd of trademark guns to acclaim — and controversy». Yahoo! Entertainment. Consultado em 10 de junho de 2020
17. ↑  @peebgardt. «New Looney Tunes Cartoons out today! Now with guns!» (Tweet)  – via Twitter Em falta ou vazio |data= (ajuda)
18. ↑  «Production is resumed on the Looney Tunes show!». Peter Browngardt. Instagram. 16 de outubro de 2020. Consultado em 24 de novembro de 2020
19. ↑  Mercedes Milligan (24 de novembro de 2020). «HBO Max Gifts Bugs Bunny's 24-Carrot Holiday Special in Festive lineup». Animation Magazine. Consultado em 25 de novembro de 2020
20. ↑  «Bugs Bunny 80th Anniversary Collection Blu-ray (UPDATED)». Consultado em 11 de setembro de 2020 – via www.blu-ray.com
21. ↑  Looney Tunes Cartoons: Season 1 - Rotten Tomatoes (em inglês), consultado em 26 de julho de 2020
22. ↑  Looney Tunes Cartoons - Metacritic, consultado em 6 de junho de 2020
23. ↑  Foster, Elizabeth (19 de abril de 2021). «Pixar and Cartoon Saloon win big at the Annie Awards». Kidscreen. Consultado em 25 de abril de 2021
24. ↑  @AWDtwit. «I need to thank all the wonderful artists on Looney Tunes Cartoons, everyone did such an amazing job. We were so lucky to work on such fun and amazing shorts. These shorts would not be possible without the collaborative efforts of the LTC animators and artists!» (Tweet)  – via Twitter Em falta ou vazio |data= (ajuda)